# Apanteles maia
Apanteles maia är en stekelart som beskrevs av Nixon 1965. Apanteles maia ingår i släktet Apanteles och familjen bracksteklar. Inga underarter finns listade i Catalogue of Life.